# Pterocarpus velutinus
Pterocarpus velutinus är en ärtväxtart som beskrevs av De Wild. Pterocarpus velutinus ingår i släktet Pterocarpus och familjen ärtväxter. Inga underarter finns listade i Catalogue of Life.